# Hafnavegur
La Hafnavegur (44) è una strada nella penisola di Reykjanes in Islanda che da Keflavík scende a sud ovest verso Hafnir, interconnettendosi alla Nesvegur.